# Мокса
Мокса (нім. Moxa) — громада в Німеччині, розташована в землі Тюрингія. Входить до складу району Заале-Орла. Складова частина об'єднання громад Раніс-Цигенрюк.
Площа — 4,67 км2. Населення становить 80 ос. (станом на 31 грудня 2021).